# Sorhoanus xiphosura
Sorhoanus xiphosura är en insektsart som beskrevs av Hamilton 2002. Sorhoanus xiphosura ingår i släktet Sorhoanus och familjen dvärgstritar. Inga underarter finns listade i Catalogue of Life.